# إصابة الشريان الأبهر الصدري
إصابة الشريان الأبهر الصدري تعني أي إصابة للجزء الواقع من الشريان الأبهر داخل التجويف الصدري. عادة ما تكون إصابات الشريان الأبهر الصدري نتيجة لإصابة جسدية (الرضح)؛ ويمكن أن تكون أيضًا نتيجة لعملية مرضية. الأسباب الرئيسية لهذه الإصابة هي التباطؤ (مثل حادث سيارة) وإصابات السحق. هناك درجات مختلفة لإصابات الشريان الأبهر حسب مدى الإصابة، ويعتمد العلاج سواء كان جراحيًا أو طبيًا على تلك الدرجة. من الصعب تحديد ما إذا كان المريض يعاني من إصابة في الصدر فقط من خلال أعراضه، ولكن من خلال التصوير والفحص االجسدي يمكن تحديد مدى الإصابة. يحتاج جميع المرضى الذين يعانون من إصابة في الشريان الأبهر الصدري إلى العلاج إما جراحيًا بإصلاح الأوعية الدموية أو الإصلاح الجراحي المفتوح أو بالأدوية للحفاظ على ضغط الدم ومعدل ضربات القلب في النطاق المناسب. ومع ذلك، فإن معظم المرضى الذين يعانون من إصابة في الأبهر الصدري لا يعيشون لمدة 24 ساعة.

## الكيفية
عادة ما تكون إصابات الشريان الأبهر نتيجة الصدمة، مثل التباطؤ وإصابات السحق. تحدث إصابات التباطؤ دائمًا تقريبًا أثناء تأثيرات السرعة العالية، مثل تلك التي تحدث في حوادث السيارات والسقوط من ارتفاع كبير. يمكن أن تحدث عدة عمليات ميكانيكية وتنعكس في الإصابة نفسها. ومن الآليات التي تم اقتراحها مؤخرًا إمكانية ضغط الشريان الأورطي بين الهياكل العظمية (مثل مانوبريوم، والترقوة، والضلع الأول) والعمود الفقري. في الشريان الأبهر الصاعد (جزء من الشريان الأبهر يكون عموديًا تقريبًا)، تتمثل إحدى آليات الإصابة في الالتواء (الالتواء في اتجاهين). هناك تنبؤات سريرية بإصابة الأبهر. تتضمن المؤشرات ما إذا كان المريض أكبر من 50 عامًا، أو كان مريضًا غير مقيد، أو يعاني من انخفاض ضغط الدم، أو يعاني من إصابة في الصدر تتطلب بضع الصدر، أو يعاني من إصابة في العمود الفقري، أو يعاني من إصابة في الرأس.  إذا تم استيفاء أربعة من هذه المعايير، فإن احتمال إصابة الأبهر هو 30٪ 
يتكون جدار الأبهر من ثلاثة مكونات مختلفة: الطبقة الداخلية (الغلالة الباطنة)، وطبقة العضلات (الغلالة وسطانية)، والطبقة الخارجية (الغلالة خارجية). يمكن أن تتسبب الإصابة المؤلمة في الشريان الأبهر الصدري في حدوث اضطراب في أي من هذه الأجزاء. لذلك، فإن إصابة الأبهر تتراوح من إصابة جزء من الطبقة الداخلية إلى تمزق كامل لجميع الطبقات الثلاث.
هناك 4 درجات من إصابة الأبهر. 
- النوع الأول: تمزق داخلي
- النوع الثاني: ورم دموي داخلي
- النوع الثالث: تمدد الأوعية الدموية الكاذب (أم الدم الكاذب)
- النوع الرابع: تمزق

بالإضافة إلى الدرجات الأربع لإصابة الأبهر، يمكن أيضًا تصنيف خطر حدوث التمزق إذا كانت كل من الطبقة الداخلية والطبقة العضلية لجدار الأبهر متضررة بالإصابة عندها يتم تصنيف الإصابة على أنها إصابة كبيرة في الأبهر أما  إذا كانت الإصابة فقط في الطبقة الداخلية وجزء من الطبقة العضلية، فإن الإصابة توصف بأنها إصابة صغيرة في الأبهر.  من الناحية الشعاعية ، يُنظر إلى هذا على أنه سديلة بطانية أقل من 1 سم في الحجم. 
بين الشريان الأبهر الصاعد المتحرك والشريان الأبهر الصدري النازل الثابت نسبيًا يوجد برزخ الأبهر . حين يحدث تباطؤ مفاجئ، يدفع الأبهر الصاعد المتحرك للأمام مما يؤدي إلى حدوث إصابة على برزخ الأبهر. ومع ذلك، يتم استخدام آلية مختلفة عندما يتمزق الأبهر الصاعد القريب من البرزخ. عندما يكون هناك تباطؤ سريع، يتم دفع القلب إلى الصدر الخلفي الأيسر وهذا يسبب زيادة مفاجئة في الضغط داخل الأبهر ويمكن أن يتسبب في تمزق الأبهر ويُعرف هذا بتأثير المطرقة المائية. 
بناءً على مكان الإصابة في الصدر، يمكن أن تحدث إصابات لاحقة حيث إذا كانت الإصابة في الشريان الأبهر الصدري الهابط، فقد يؤدي ذلك إلى حدوث تدمي الصدر.  حين يمكن أن تؤدي إصابة الشريان الأبهر الصاعد إلى تدمي التامور ودكاك قلبي أو قد يضغط على
الوريد الأجوف العلوي SVC . 

## الأعراض
من الصعب الاعتماد على الأعراض لتشخيص إصابة الأبهر الصدري ومع ذلك، فإن الأعراض تشمل ألمًا شديدًا في الصدر، وسعالًا، وضيقًا في التنفس، وصعوبة في البلع بسبب ضغط المريء، وآلام الظهر، وبحة في الصوت بسبب إصابة العصب الحنجري الراجع.  وقد تكون هناك علامات خارجية مثل كدمات على جدار الصدر الأمامي بسبب إصابة رضحية (traumatic).  العلامات السريرية غير شائعة وغير محددة ولكنها يمكن أن تشمل ارتفاع ضغط الدم بسبب الإصابة التي تشمل الأعصاب الودية في برزخ الأبهر.  وأيضًا يمكن سماع النفخة عندما يمر تدفق الدم المضطرب فوق منطقة التمزق. 

## التشخيص

### التصنيف
هناك تناقضات في مصطلحات إصابة الأبهر. حيث هناك العديد من المصطلحات التي تستخدم بالتبادل لوصف إصابة الشريان الأبهر مثل tear, laceration, transection, and rupture . تستخدم كلمة laceration كمصطلح لنتيجة التمزق، في حين أن transection هو مقطع عبر محور أو مقطع عرضي. لجميع المقاصد يتم استخدام transection عندما يحدث التمزق في جميع محيط الشريان الأبهر. يُعرَّف rupture بأنه اضطراب قوي قسري في الأنسجة ولكن يعارض البعض استخدام rupture لأنهم يعتقدون أنه يشير إلى أن التمزق لا يتوافق مع الحياة أي لا يؤدي للموت؛ ومع ذلك، فإن المصطلح يقيس بدقة شدة التمزق في الشريان الأبهر. يمكن أن يكون التمزق إما كليًا أو جزئيًا، ويمكن تصنيفه بشكل أكبر حسب موضع التمزق. 

## العلاج
إن خط العلاج الأول للمرضى الذين يعانون من إصابة الشريان الأبهر الصدري هو الحفاظ على مجرى الهواء للمريض بالتنبيب وعلاج الإصابات الثانوية مثل تدمي الصدر.  بعد التأكد من أن المريض لديه مجرى هواء مفتوح وأن الإصابات الأخرى التي تهدد الحياة يتم علاجها، يمكن البدء في علاج إصابة الشريان الأبهر.
بسبب الخطر المستمر للتمزق المفاجئ أو الاستنزاف، فإن العلاج العاجل ضروري. يمكن للمريض إما الخضوع لإصلاح الأوعية الدموية أو الإصلاح الجراحي.  إصلاح الأوعية الدموية من الداخل هو الخيار الذهبي أي الأفضل الحالي نظرًا لزيادة معدلات النجاح وانخفاض المضاعفات.   يجب على المرضى القادرين على الخضوع لإصلاح الأوعية الدموية من الداخل دون موانع، المضي قدماً في ذلك.  ولكن يجب تأجيل الإصلاح إذا كان هناك نزيف داخل البطن أو داخل الجمجمة أو إذا كان المريض معرضًا لخطر الإصابة بالعدوى. 

## النتائج
تعد إصابة الشريان الأبهر الصدري السبب الرئيسي الثاني للوفاة التي تنطوي على كل من الصدمات الحادة. 80٪ من المرضى الذين يعانون من إصابة في الشريان الأبهر الصدري يموتون على الفور.  من بين المرضى الذين يتم تقييمهم، فإن 50 ٪ فقط سيبقون على قيد الحياة لمدة 24 ساعة.  من المرضى الذين نجوا خلال الـ 24 ساعة الأولى، يصاب 14٪ من المرضى بالشلل النصفي. 